# كارلو رومي
كارلو رومي (بالإيطالية: Carlo Romei)‏ (مواليد 4 سبتمبر 1999) لاعب كرة قدم إيطالي.